# Uji (clan)
Uji (氏) son grupos de parentescos japoneses del período Kofun.
Los uji eran similares a los clanes japoneses tradicionales; sin embargo, el uji anterior a la era Taika no tenía muchas de las características que comúnmente se entiende como parte de los clanes japoneses. Por ejemplo, el clan Nakatomi y el clan Fujiwara eran uji.
El uji no era solo una unidad social, económica y política. También tuvo un significado religioso en los siglos V y VII. El jefe de familia tenía el título de Uji no kami (氏上) también uji no osa (氏長), uji no chōja (氏長者), y uji no mune (氏宗) también se usaban dependiendo del período de tiempo. Al comienzo del período Heian, el uji no chōja se usaba con mayor frecuencia.

## Historia
Los Uji formaron una estructura de gobierno descentralizada.
Según los registros chinos, los clanes divididos en centros urbanos crecientes ocuparon las llanuras de Yamato (la región entre las ciudades actuales de Nara y Osaka). Los clanes eran responsables de la protección y la tributación de estos territorios independientes. Cada clan fue gobernado por un jefe o un jefe militar y adoraba su propio Ujigami o espíritu del clan. La descripción antigua más completa del sistema del clan Uji proviene de los primeros registros chinos durante el período Kofun o Tomb (300–552 d. C.).
Como se señaló en la Historia de Wei, la paz se mantuvo entre la gente Wa mientras una reina, que era miembro del poderoso clan Yamato, desempeñó el papel de mediador entre los diferentes clanes. Dado que el Japón preclásico carecía de un gobierno centralizado, un idioma oficial y un cuerpo de leyes escrito, las creencias religiosas sintoístas determinaron el linaje hereditario de los miembros Uji.
El poderoso clan Yamato, la familia imperial japonesa, consolidó su poder a fines del siglo VI y principios del séptimo siglo, el Príncipe Shotoku, creó la Constitución del Artículo Diecisiete en 604 CE. Esta constitución no constituyó un texto legal oficial pero fue un intento de crear una burocracia para socavar la dominación política de los grandes clanes.